# Пломб'єр (морозиво)
Пломб'є́р (фр. plombières) — різновид французького морозива, до складу якого традиційно входять екстракт мигдалю, кірш, і кандировані фрукти.
| Прапор Франції | Це незавершена стаття про Францію. Ви можете допомогти проєкту, виправивши або дописавши її. |